# Bistum Montenegro
Das Bistum Montenegro (lat.: Dioecesis Nigromontana, port.: Diocese de Montenegro) ist eine in Brasilien gelegene römisch-katholische Diözese mit Sitz in Montenegro im Bundesstaat Rio Grande do Sul.

## Geschichte
Das Bistum Montenegro wurde am 2. Juli 2008 durch Papst Benedikt XVI. mit der Apostolischen Konstitution Pastorali Nostra navitate aus Gebietsabtretungen des Erzbistums Porto Alegre errichtet und diesem als Suffraganbistum unterstellt. 

## Bischöfe von Montenegro
- Paulo Antônio de Conto, 2008–2017
- Carlos Rômulo Gonçalves e Silva, seit 2017